# Bryolymnia marti
Bryolymnia marti là một loài bướm đêm thuộc họ Noctuidae. Nó được tìm thấy ở miền trung New Mexico và miền trung đông Arizona về phía nam tới bang Durango ở miền bắc México.
Chiều dài cánh trước là 11–12 mm. Con trưởng thành được sưu tập trong khoảng từ đầu tháng 6 và đầu tháng 7 ở các khu rừng thông.